# 아이에이 (기업)
아이에이(iA)는 대한민국의 기업이다. 본사는 서울시 송파구 송파대로 22길 5-23(문정동)에 위치해 있다. 대표이사는 대표이사 김동진이다.

## 사업
자동차 전장 분야로 전력반도체, 전력모듈, 전력제어기를 제조 및 판매한다.

## 종속기업
(주)트리노테크놀러지
(주)오토소프트

## 참고 문헌
1. ↑  박순엽, 아이에이, 최대주주 변경 수반 주식 담보제공 계약 체결, 이데일리, 2024년 10월 8일
2. ↑  사업 부진에 다시 적자로.. 단기차입금 비중 다시 커져 이자 부담 증가..적극적 연구개발 투자 필요한 시점?, 뉴스워커, 2024-04-08